# 乌语
乌语或濮满语是一种在中国云南省双江县和缅甸由40,000人使用的南亚语系佤德昂语支语言。在中国乌语使用者被划为布朗族。

## 位置
乌语分布在云南省双江拉祜族佤族布朗族傣族自治县和邻近几个县。
- Wang & Chen(1981)记录了双江县大凤山乡碰拚的乌语。
- Zhou & Yan(1983)记录了双江县永革乡胖品的乌语。[4]
- Yan & Zhou (2012)记录了永德县甘塘和胖品的乌语。[5][6]
- Svantesson(1991:67)记录了双江县沙河乡邦协的乌语。[7]

乌语2种主要方言都分布在双江县：一个是公弄(现属勐库镇)，一个是邦丙和大文乡忙嘎；大文方言和施甸县方言可以互通(双江县民族志 1995:160)。
Avala(内名：a21 va21 la21)在云南省云县芒怀乡邦六使用。

## 音系
乌语有4种声调：高、低、升、降，这从元音长度和韵尾特征发展而来。

## 更多
- 思茂行署民族事务委员会编. 1991. 布朗族研究. Kunming: 云南人民出版社. ISBN 7-222-00803-9
- Svantesson, Jan-Olof. 1988. "U." In Linguistics of the Tibeto-Burman Area, 11, no. 1: 64-133.
- 陶成美. 2016. 布朗语拉瓦话的指称代词i55 i55. In 民族翻译. doi:10.13742/j.cnki.cn11-5684/h.2016.01.010
- 陶成美. 2016. 布朗语多项定语及其语序研究. M.A. dissertation. Beijing: 中央民族大学.
- 陶玉明. 2012. 中国布朗族. Yinchuan: 宁夏人民出版社.
- 王兴中 & 赵卫华. 2013. 临沧地理与双语使用. Kunming: 云南人民出版社. ISBN 978-7-222-08581-7
- 颜其香 & 周植志. 2012. 中国孟高棉语族语言与南亚语系. Beijing: 社会科学文献出版社.

县志及其他中国政府词汇方面数据
- 南涧县志编纂委员会编 (ed). 1993. 南涧彝族自治县志. Chengdu: 四川辞书出版社.
- 納汝珍, et al. (eds). 1994. 镇康县民族志. Kunming: 云南民族出版社.
- 思茅行暑民族事务委员会 (ed). 1990. 布朗族研究. m.s.
- 萧德虎, et al. (eds). 1992. 镇康县志. 1992. Chengdu: 四川民族出版社.
- 云南省地方志编纂委员会 (ed). 1998. 云南省志. 卷五十九, 少数民族语言文字志. Kunming: 云南人民出版社.